# Prawo Haubera
Prawo Haubera o odwracaniu implikacji – reguła logicznego rachunku zdań.
Symbolicznie:
{\displaystyle [[p\Rightarrow q]\land [r\Rightarrow s]\land [p\lor r]\land \neg [q\land s]]\implies [[q\Rightarrow p]\land [s\Rightarrow r]]}